# La Banque postale
La Banque postaleⓘ – francuski bank działający głównie przy placówkach La Poste.

## Charakterystyka
Powstał 31 grudnia 2005 roku, w wyniku przekształcenia Efiposte, firmy utworzonej w 2000 roku do zarządzania usługami finansowymi francuskiej poczty. Francuska „ustawa pocztowa” z 1990 roku powierzyła poczcie francuskiej – La Poste, wykonywanie zadań użyteczności publicznej, w tym dostępności bankowej. Obecnie zgodnie z art. 518 kodeksu monetarnego i finansowego Francji, misja ta jest uregulowana przez dwie umowy zawarte z państwem: – umowę spółki między państwem francuskim a La Poste z 2018; oraz – umową między państwem francuskim oraz La Banque postale z 2020 roku. W związku z tymi regulacjami La Banque postale ma obowiązek bezpłatnego otwarcia i prowadzenia rachunku bankowego dla każdego, kto o to poprosi, zgodnie z zasadą zapisaną jako „uniwersalność” usług. Bank realizuje przede wszystkim płatności związane ze świadczeniami socjalnymi, emeryturami urzędników publicznych, potrąceniami związanymi z płaceniem podatków i ceł. Realizuje również transakcje związane z opłatami za wodę, gaz, energię elektryczną oraz czynszami. Od połowy drugiej dekady XXI wieku bank świadczy również usługi dla firm. Jego udział w tym sektorze utrzymuje się na poziomie 6%. W 2020 roku La Banque postale miał 11 mln klientów indywidualnych i blisko 400 tys. klientów firmowych. Jego obroty w 2019 roku wyniosły ponad 6,5 miliarda euro. Bank zatrudnia około 3 tysięcy pracowników.